# Scabiosa webbiana
Scabiosa webbiana är en tvåhjärtbladig växtart som beskrevs av David Don. Scabiosa webbiana ingår i släktet fältväddar, och familjen Dipsacaceae. Inga underarter finns listade i Catalogue of Life.